# Schlacht von Fort Eben-Emael
Schlacht um die Niederlande

Maastricht – Mill – Den Haag – Rotterdam – Zeeland – Grebbeberg – Afsluitdijk – Bombardierung von Rotterdam
Invasion von Luxemburg

Schusterlinie
Schlacht um Belgien

Fort Eben-Emael – K-W-Linie – Dyle-Plan – Hannut – Gembloux – Lys
Schlacht um Frankreich

Ardennen – Sedan – Maginot-Linie – Weygand-Linie – Arras – Boulogne – Calais – Dünkirchen (Dynamo – Wormhout) – Abbeville – Lille – Paula – Fall Rot – Aisne – Westalpen – Cycle – Saumur – Lagarde – Aerial – Fall Braun
Die Luftlandeoperation gegen das belgische Fort Eben-Emael war ein Kampf zwischen den belgischen und deutschen Streitkräften zu Beginn des sogenannten Westfeldzuges im Zweiten Weltkrieg.

## Überblick
Das Gefecht zur Einnahme des Sperrforts fand am 10. und 11. Mai 1940 statt. Die Einnahme war ein wichtiger Teil des Westfeldzuges, des deutschen Einmarsches in die Benelux-Länder und Frankreich, welcher in den Planungen als ein entscheidender Bestandteil der Offensive bezeichnet wurde. Eine Angriffsgruppe der deutschen Fallschirm-Pioniere wurde beauftragt, das Fort Eben-Emael, eine belgische Festung im Festungsring Lüttich, zu erobern, dessen Artilleriegeschütze mehrere wichtige Brücken über den Albert-Kanal beherrschten. Diese Brücken sollten möglichst unbeschädigt erobert werden, um den Heereskräften den weiteren Vormarsch ohne Verzögerung nach Belgien und Frankreich hinein zu gewährleisten.
Ein Teil der deutschen Luftlandetruppen griff die Festung direkt an, um die Garnison und deren Artillerie auszuschalten. Gleichzeitig gingen weitere Fallschirmjäger-Kampfgruppen gegen die drei Brücken vor, die über den Albert-Kanal führten. Die Festung wurde eingenommen und ebenso wie die ebenfalls eroberten Brücken bei Vroenhoven und Veldwezelt gegen belgische Gegenangriffe verteidigt, bis die Spitzen der deutschen 18. Armee aus Richtung Aachen eintrafen. Die Brücke von Kanne wurde durch die Verteidiger gesprengt.
Der Kampf war ein entscheidender Sieg für die deutschen Truppen. Die Luftlandetruppen erlitten zwar Verluste, es gelang aber, die Brücken bis zur Ankunft der deutschen Kräfte zu halten. Der Besitz des Forts und der verbliebenen Brücken trug maßgeblich zum Erfolg des Westfeldzugs bei.

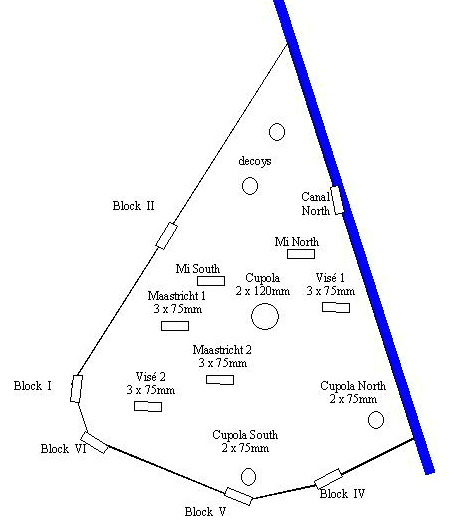
Karte von Fort Eben-Emael

## Geschichte

### Deutsche Kriegsplanung

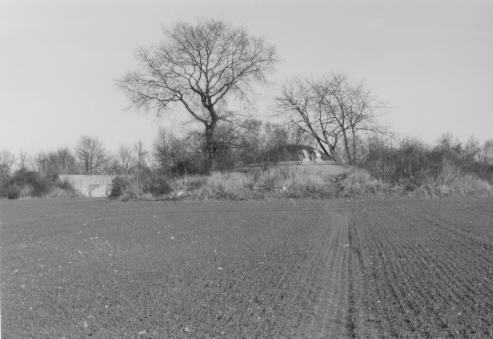
Die Kuppel 120, links dahinter die Kasematte Vise 1

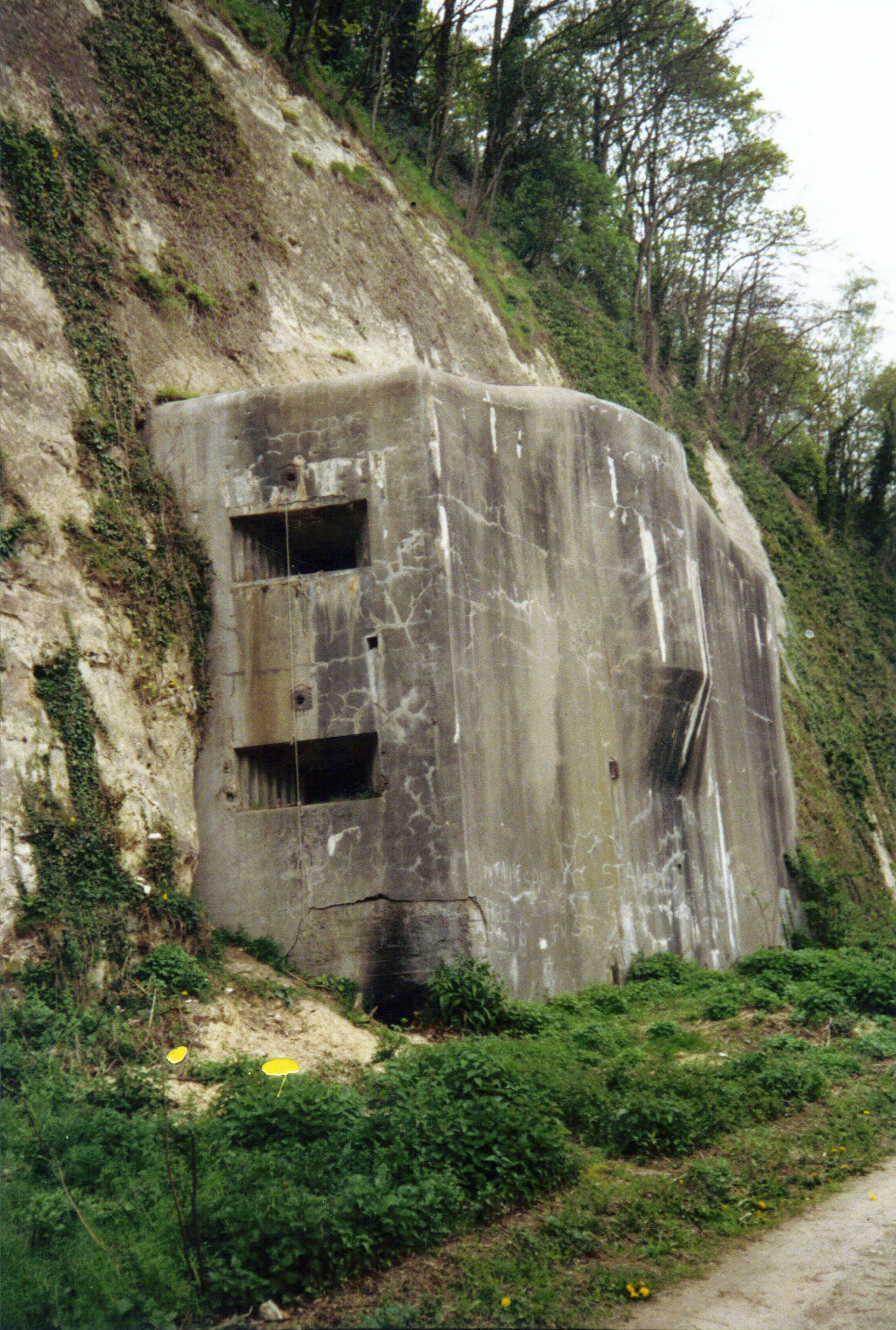
Bunker Kanal Nord

Im Oktober 1939 wurde der Kommandeur der Fallschirmtruppe Kurt Student beauftragt, mit Einsatzgruppen die schnelle Eroberung der Brücken und der Festung sicherzustellen.
Zur Durchführung des Auftrages wurde die Sturmabteilung Koch mit einer Gesamtstärke von 353 Mann und 41 Lastenseglern in vier Sturmgruppen „Granit“ (Festung Eben-Emael), „Beton“ (Brücke Vroenhoven), „Stahl“ (Brücke Veldwezelt) und „Eisen“ (Brücke Canne) aufgeteilt. Jede Gruppe, mit je einem Oberleutnant, zwei Oberfeldwebeln, 22 Unteroffizieren und 57 Mann, wurde in elf Sturmtrupps zu je sieben bis acht Fallschirmpionieren unterteilt. Die Fallschirmpioniere waren mit Maschinenpistolen, Karabinern, Pistolen, Handgranaten, Flammenwerfern und Sprengmitteln bewaffnet.
Da eine exakte Landung mit Fallschirmen nicht möglich war und auch pioniertechnische Mittel, insbesondere Hohlladungen, mitgeführt werden sollten, musste eine andere Möglichkeit gefunden werden. Kurt Students Planungsstab gelang dies: Es wurden Lastensegler vom Typ DFS 230 verwendet, die von Schleppflugzeugen Junkers Ju 52/3m über deutschem Gebiet in große Höhen geschleppt und dort ausgeklinkt wurden, um dann die 30 km von der deutschen Grenze bis zu den Brücken über den Albert-Kanal und zum Fort Eben-Emael im Gleitflug – nahezu geräuschlos – zurückzulegen.

## Festung Eben-Emael
Der deutsche Planungsstab hatte durch Aufklärungsflüge zahlreiche Informationen über die Festung gewonnen. Wahrscheinlich wurden Fotos von Zivilflugzeugen gemacht, welche die seit 1926 bediente Strecke Köln – Paris beflogen.
Ein Angriff mit konventionellen Mitteln erschien unmöglich. Die Luftaufklärungs-Fotos zeigten, dass so gut wie keine Flugabwehr auf dem Fort vorhanden war und dass die Besatzung des Forts auf dem Plateau gelegentlich Fußball spielte. Daran war ersichtlich, dass es nicht vermint war. Auf diesen Erkenntnissen fußte der deutsche Angriffsplan.
Die Gruppen starteten frühmorgens mit je zehn oder elf Lastenseglern in Köln-Ostheim (Fliegerhorst Ostheim) und Köln-Butzweilerhof. Zugführer der Gruppe Granit war Oberleutnant Rudolf Witzig. Das Schleppseil von Witzigs Lastensegler riss beim Treffen der Gruppen über Efferen bei Köln. Der Pilot des Lastenseglers mit Witzig an Bord versuchte, nach Ostheim umzukehren, schaffte es jedoch nur zu einer Wiese jenseits des Rheins bei Köln-Poll, neben dem früher dort gelegenen Werk von Citroen. Witzig requirierte zunächst ein Fahrrad, dann ein Auto und fuhr zum Flughafen Ostheim. Dort startete er mit einer aus Gütersloh herbeigeorderten Ju 52 nach Köln-Poll. Nachdem der Lastensegler eingehängt war, startete die Ju 52 und zog diesen bis zum Ausklinkpunkt in der Nähe des Forts. Gegen 08.30 Uhr landete die Gruppe Witzig auf dem Dach des Forts. Auch ein weiterer Lastensegler musste durch ein Missverständnis vorzeitig bei Düren landen. Diese Gruppe fuhr mit einem Pkw nach Maastricht, das sie noch während der Kämpfe erreichten.
Die verbliebenen Lastensegler der Sturmgruppe Granit landeten im Morgengrauen des 10. Mai 1940 in Steilspiralen auf dem fast einen halben Quadratkilometer großen Dach des Forts. Die wenigen Soldaten der belgischen Besatzung, die einen der Gleiter sichteten, waren der Ansicht, es seien alliierte Flieger in Not, da die deutschen Gleiter von der belgischen Seite kamen, nachdem sie das Fort umflogen hatten. Zugleich begann im Morgengrauen der allgemeine deutsche Angriff auf die Niederlande, Frankreich und Luxemburg.

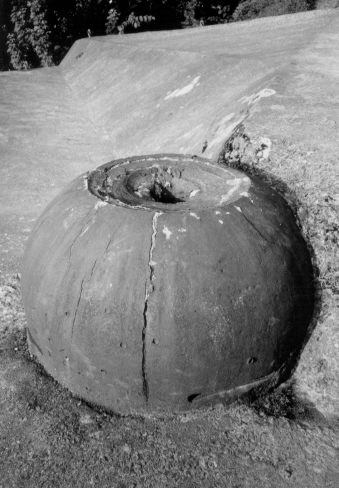
Wirkung der Hohlladung

Bei der Erstürmung des Forts kamen erstmals Hohlladungen als Waffe gegen die gepanzerten Festungsteile zum Einsatz. Die schwerste dieser Hohlladungen wog 50 kg. Die Hohlladung musste direkt auf eine Panzerung abgelegt werden. Rund 45 Sekunden nach dem Aktivieren des Zeitzünders zündeten diese. Der sich dann entwickelnde Metallstachel durchschlug mit einer Geschwindigkeit von 15.000 m/s jede Panzerung.

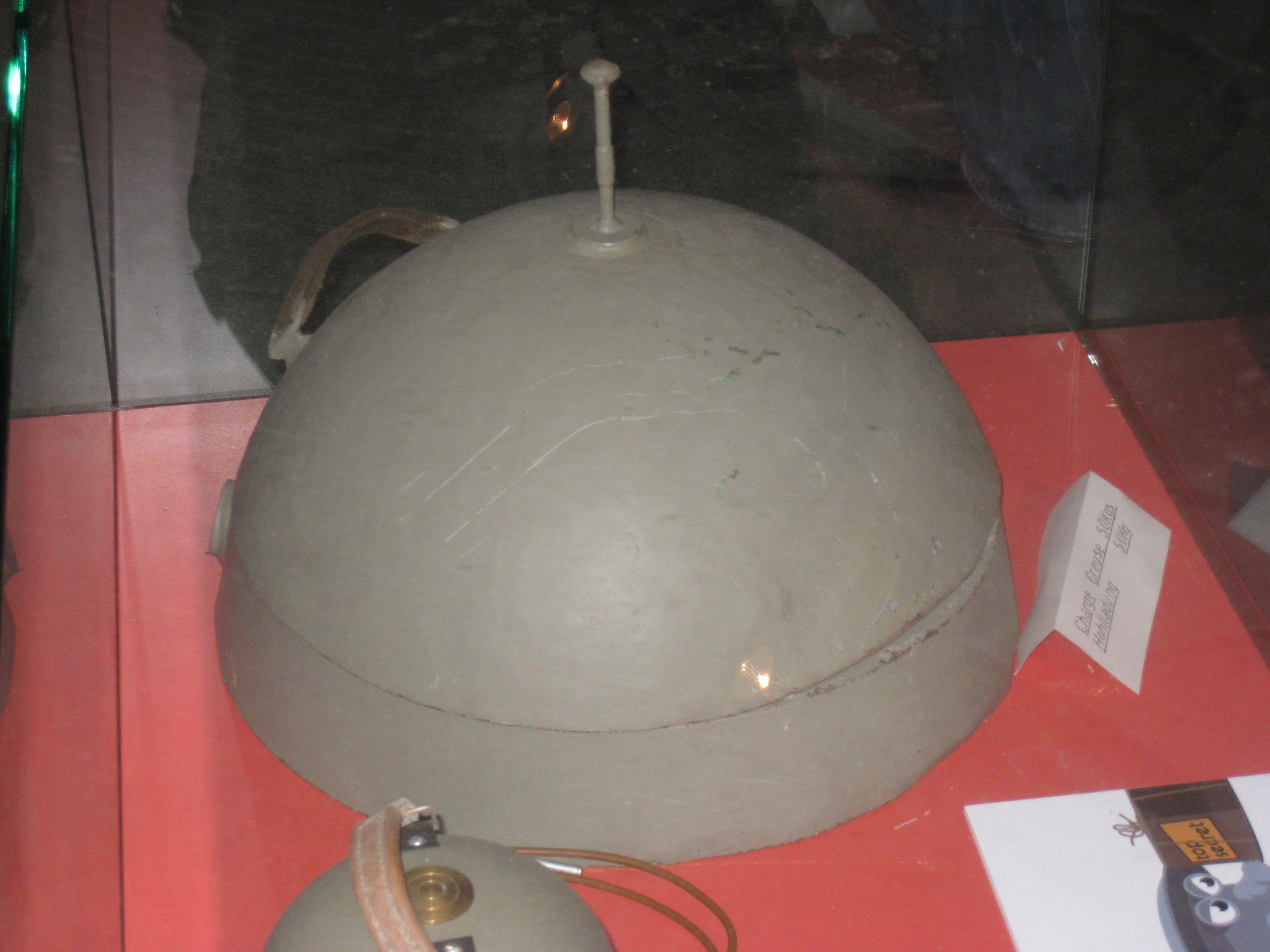
Attrappe einer 50-kg-Hohlladung, die bei der Erstürmung zum Einsatz kam

Ebenfalls mit Lastenseglern wurden die Brücke bei Canne, die bei Vroenhoven und die bei Veldwezelt angeflogen. Nach dem Ausklinken flogen die Schleppflugzeuge noch 40 km ins belgische Hinterland, wo sie 200 Fallschirmjägerpuppen in 400 m Höhe als Ablenkungsmaßnahme absetzten, um belgische Reserven zu binden.

### Kampfhandlungen

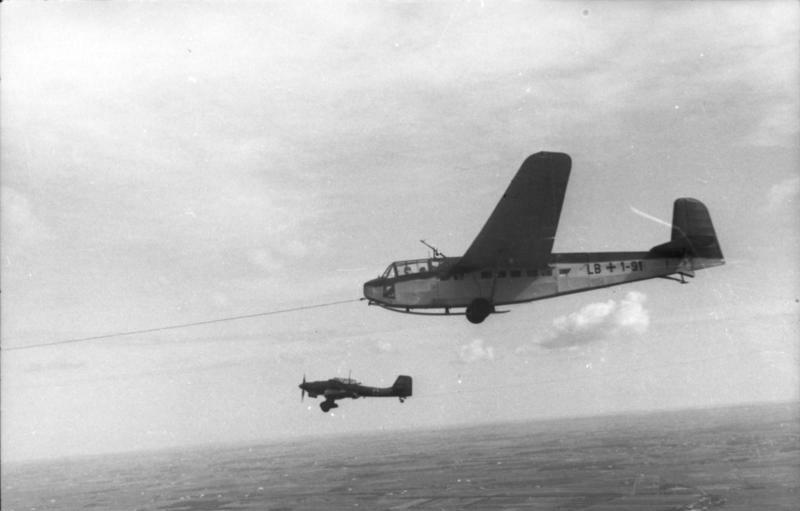
DFS 230 im Schleppflug, Italien 1943

Das Fort war zwar alarmiert, aber noch nicht voll gefechtsbereit: Werk 13 (Mi Sud) war noch nicht besetzt, Werk 31 (Cup. Nord) hatte noch keine Munition und die 7,5-cm-Kanonen des Werkes 12 (Ma 1) waren noch eingefettet; Werk 24 (Cup. 120) konnte nicht gefechtsbereit gemacht werden, da der Munitionsaufzug nicht funktionierte und auch Teile der Zünderstellmaschine fehlten. Der Kommandant, Major Jottrand, verfügte über eine Fortbesatzung von rund 1.200 Soldaten.
Etwa um 5:25 Uhr, eine halbe Stunde vor Sonnenaufgang (die Piloten konnten dann ihre Landeplätze ausreichend erkennen), landeten neun Lastensegler mit 82 Fallschirmpionieren der Sturmgruppe „Granit“ auf dem Dach der Festung.
Bei der Landung wurden die Lastensegler von vier Maschinengewehren (Werk 29) beschossen, von denen aber bald zwei wegen Ladehemmungen ausfielen, während das dritte Maschinengewehr vom ersten landenden Segler umgerissen und das vierte von dessen ausgestiegener Besatzung ausgeschaltet wurde. Alle Lastensegler landeten jeweils in unmittelbarer Nähe ihrer Kampfziele; zwei an der Nordspitze der Festung an den Geschützkuppeln Werk 15 und 16, die sich jedoch als Attrappen erwiesen. Von dort konnten die beiden Gruppen, aufgrund von Beschuss der Maschinengewehrbunker Mi Nord und Mi Sud, zunächst nicht in den Kampf eingreifen.
Binnen zehn Minuten nach der Landung sprengten die sieben Sturmtrupps – jeweils mit einer aufgesetzten Hohlladung – alle Artilleriewerke des Forts (außer Werk 9 (Visé 2)), dazu die FlaMG (Werk 29), den Infanterieblock 30 (Block IV) und einen Entlüftungsschacht (Werk 10 (Abluftkamin)). Die Werke 12 (Ma 1) und 18 (Ma 2) wurden bis auf Sohlentiefe gesprengt. Die Angreifer vernebelten einige Beobachtungskuppeln. Das Fort war nun „blind“; die Verteidiger konnten sich keinen Überblick über die Lage verschaffen.
Eine verbogene Lüfterschaufel erzeugte so viel Lärm, dass die Verteidiger glaubten, die Angreifer würden den Hügel unterminieren, um ihn zu sprengen. Die enormen Detonationen der Hohlladungen, die den ganzen Hügel erschütterten, trugen ebenfalls zu diesen Befürchtungen bei. Wucht und Lärm der Detonationen sowie der Einsatz von Nebelgranaten verunsicherten die Verteidiger so, dass sie sich in die tieferen Stollen der Festung zurückzogen.
Später versuchten die deutschen Angreifer mehrfach, einen Weg in das Innere des Forts zu sprengen; teilweise gelang dies jedoch erst nachrückenden Sturmpionieren mit Sprengtrupps.
Es gelang den Deutschen, in das Fort selbst einzudringen, indem sie in die Kasematte „Maastricht 1“ (Werk 12) ein Loch sprengten. Die belgische Besatzung der Kasematte wurde durch die Explosion getötet; die Besatzung des Forts versperrte den Zugang zur Kasematte daraufhin mit dafür vorgesehenen Stahlprofilen und Sandsäcken. Hinter diesem 50 bis 80 Zentimeter starken Hindernis bezogen die belgischen Soldaten Stellung und warteten darauf, dass der Feind durch die verbarrikadierten Türen brechen würde.
Dies erwies sich als taktischer Fehler, da die Deutschen dadurch genügend Zeit erhielten, um eine 50-kg-Hohlladung an den Türen zu befestigen und per Zeitzünder zur Explosion zu bringen.
Der Explosionsdruck der Hohlladung zerstörte die Barrikade und tötete die hinter den Türen verschanzten belgischen Soldaten. Im Gang standen Fässer oder Kisten mit Chlorkalk zur Desinfizierung der Toiletten, die durch den Explosionsdruck platzten und Dämpfe freisetzten. Diese verteilten sich in den Gängen, so dass die Belgier annahmen, dass die Deutschen Giftgas einsetzten.
Zudem zerstörte der Druck der Explosion die 20 Meter hohe Stahlkonstruktion der Geschützturmtreppe, so dass die Deutschen den Turm nicht mehr als Zugang nutzen konnten. Nach dieser Erfahrung sahen die Deutschen davon ab, weitere Türme auf diese Art zu erobern, da das Fort nach der Eroberung weiter genutzt werden sollte.
Da dem Festungskommandanten zu diesem Zeitpunkt klar wurde, dass nur die Zurückerlangung des Plateaus den Verlust des Forts verhindern könne, befahl er den Ausfall. Um das Plateau wieder zu nehmen, hätte die Fort-Besatzung von unten dorthin vorstoßen müssen, denn es gab von oben keinen Zugang auf das Plateau. Die Verteidiger waren zwar zahlenmäßig 10:1 überlegen; sie setzten aber zu wenig Kräfte ein, um die deutschen Soldaten vom Dach des Forts zu treiben. Zudem hatten die Deutschen dort eine gute Verteidigungsposition und konnten ihre Stellungen halten. Die belgische Führung in Lüttich konnte sich ebenfalls nicht zu einem entschlossenen Gegenangriff durchringen.

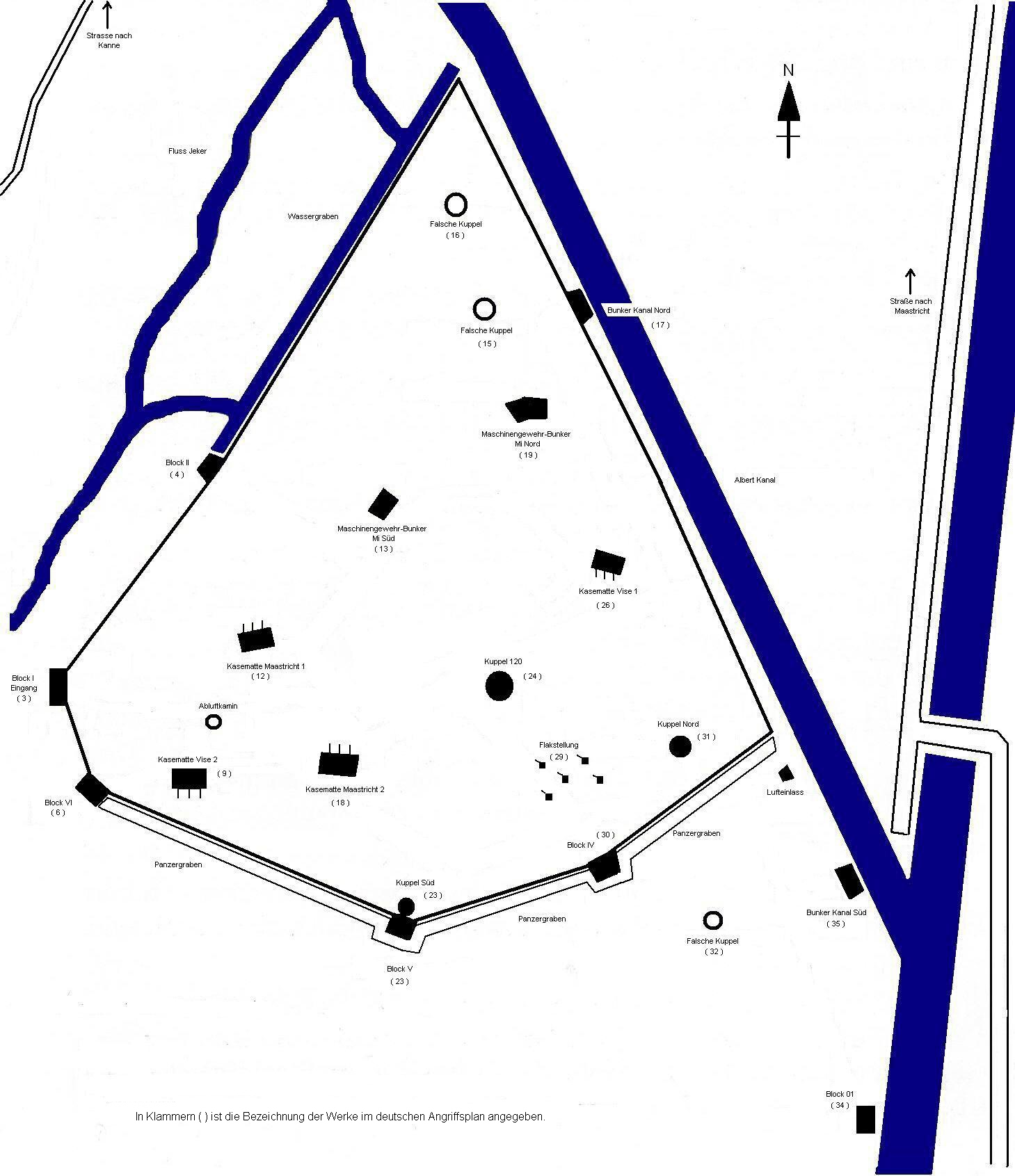
Anordnung der Festungswerke auf der Oberfläche des Forts

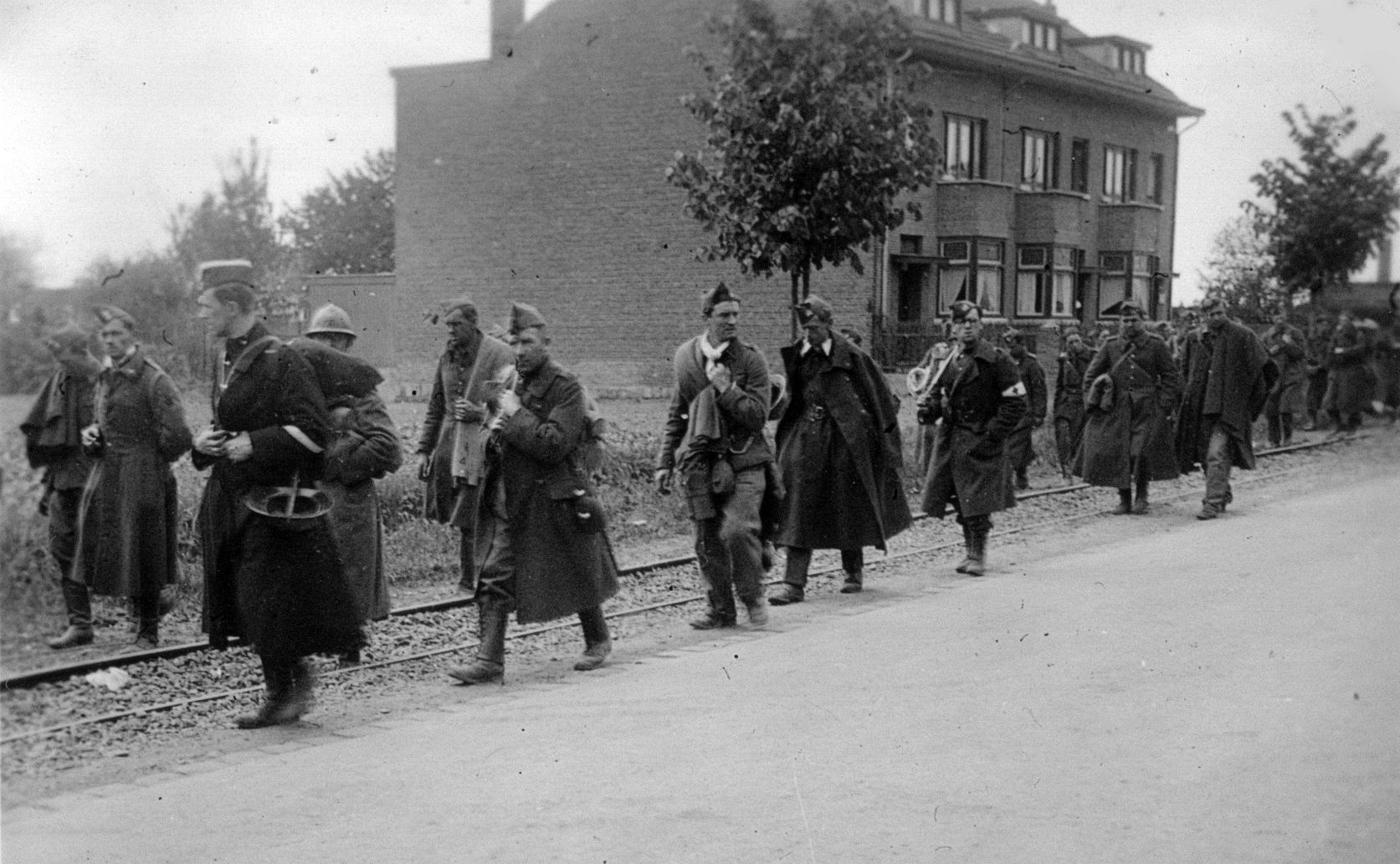
Gefangene vom Fort Eben-Emael

Kommandant und Besatzung konnten nicht erkennen, welche Kräfte das Fort angriffen. Immer wieder hielt die Besatzung nach feindlichen Bombern Ausschau, weil ein Angriff mit Fliegerbomben erwartet wurde. Dazu kam ein erheblicher psychischer Druck; sie befürchteten wegen der Erschütterungen, dass die Anlage einstürzen werde. Damals waren Hohlladungen und ihre Wirkung noch weitgehend unbekannt. So blieb es für die Besatzung rätselhaft, wie ihre Geschütze derart schnell ausgeschaltet werden konnten.
Am nächsten Morgen erreichten Entsatztruppen des deutschen Heeres, das Infanterie-Regiment 151, auf dem Landweg Fort Eben-Emael. Als erster kämpfte sich Feldwebel Portsteffen vom Pionierbataillon 51 gegen 7:00 Uhr morgens in einem Schlauchboot unter Feindfeuer über den Albert-Kanal setzend zu den Fallschirmjägern durch. Einige Stunden gab es harte Kämpfe um das Eingangswerk und den Kanal.
Der Fort-Kommandant Major Jottrand bat den belgischen Generalstab um eine Entscheidung, ob er aufgeben solle oder nicht. Die belgische Führung überließ dem Major diese Entscheidung. Er kapitulierte am 11. Mai um 11:30 Uhr.
24 belgische und sechs deutsche Soldaten waren bei den Kämpfen ums Leben gekommen. Alle übrigen belgischen Soldaten gerieten in Kriegsgefangenschaft. Diese wurden streng getrennt von anderen Kriegsgefangenen gehalten, um zu verhindern, dass Informationen über den Einsatz der Lastensegler und Hohlladungen nach außen drangen.

### Weitere Folgen für den Krieg
In psychologischer Hinsicht war der schnelle Fall von Eben-Emael für die Alliierten fatal, denn der militärische Nutzen der von Frankreich mit großem Aufwand gebauten Maginot-Linie und auch der schweizerischen Bunkeranlagen war damit in Frage gestellt.
Während des Krieges wurde die Anlage häufig ausgewählten Besuchern aus Staaten gezeigt, die mit dem Deutschen Reich verbündet waren; dabei hielten die Deutschen aber ihre Angriffsmethoden sorgfältig geheim.
Hitler versuchte bei einem Treffen am 23. Oktober 1940 in Hendaye, den spanischen Diktator Franco dazu zu bewegen, auf Deutschlands Seite in den Krieg einzutreten. Franco solle das britische Gibraltar in einem Überraschungscoup besetzen. Dazu bot Hitler Franco die bei Eben-Emael erfolgreichen Soldaten an. Franco lehnte dies ab; Spanien blieb den ganzen Zweiten Weltkrieg neutral.

### Eben-Emael heute
Seit 1999 ist Eben-Emael ein Museum, das besichtigt werden kann. Es finden auch Führungen auf Deutsch statt.
Die Außenanlagen sind frei zugänglich. Die Spuren des zeitweise sehr heftigen Kampfes um das Fort sind immer noch unübersehbar; so sind noch alle zerstörten Kanonen und Panzerteile vorhanden.
Ganz in der Nähe des Haupteinganges des Forts befindet sich der Eingang zu dem zum Albert-Kanal führenden Tunnel. Er hatte nichts mit dem Fort zu tun, sondern diente nur als unterirdische Zu- und Abfahrt der LKW bei der Vergrößerung des Kanals. Dadurch konnten umständliche Serpentinenfahrten umgangen werden.

## Bilder

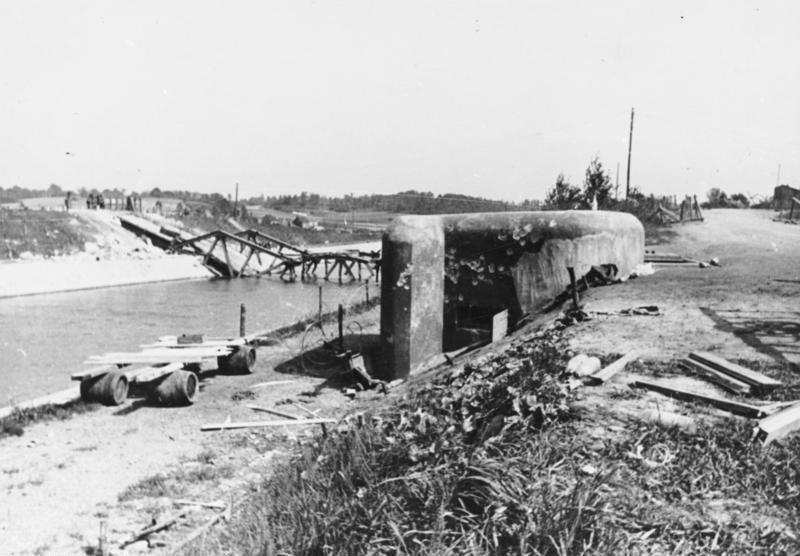
Eine durch belgische Streitkräfte zerstörte Brücke über den Albert-Kanal, 23. Mai 1940
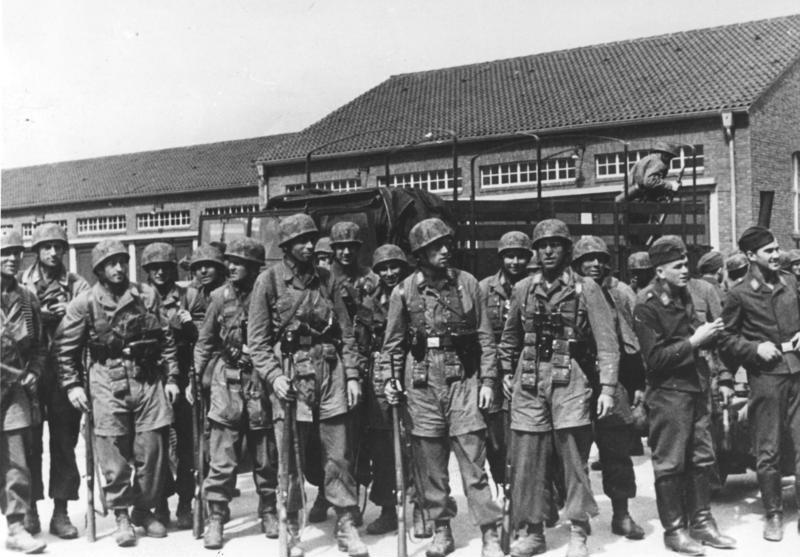
Fallschirmjäger der Sturmabteilung Koch
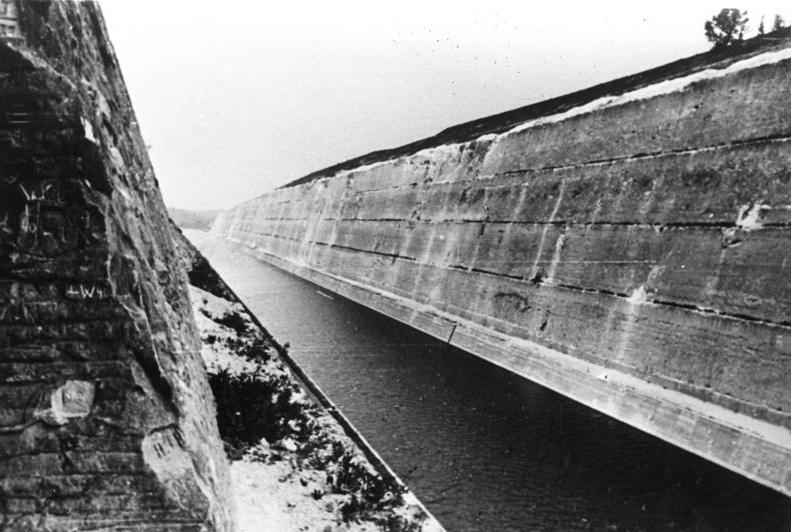
Sicht auf den Albertkanal von einer Maschinengewehrposition auf dem Fort Eben-Emael am 23. Mai 1940
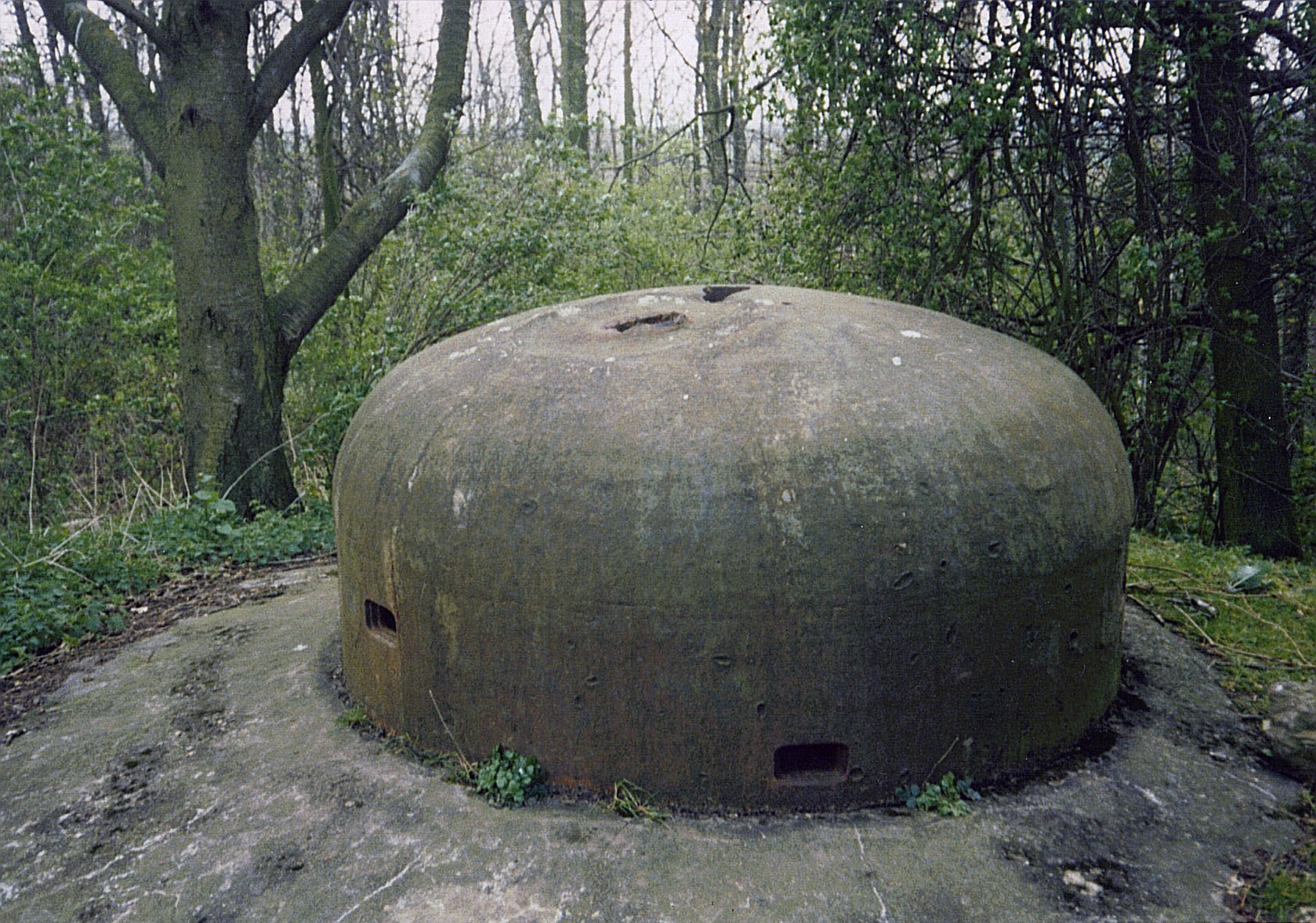
Beobachtungskuppel Eben 3 auf Kasematte Maastricht 2 mit Abdruck einer Hohlladung